# Eduard Tomáš
Eduard Tomáš (25. listopadu 1908 Přemyšl, Rakousko-Uhersko – 26. května 2002 Praha) byl český mystik, jogín a spisovatel. Jeho manželkou byla spisovatelka Míla Tomášová.

## Životopis
Narodil se v polské (tehdy rakousko-uherské) Přemyšli českým rodičům, s nimiž žil v několika evropských zemích. Pak se usadil v Praze, kde vystudoval Právnickou fakultu Karlovy univerzity. Po úspěšném dokončení studií působil v různých úřadech. V závěru druhé světové války byl hejtmanem na Kladensku a tam se také významně zapojil do událostí květnového povstání.
Úřednická zaměstnání pak vykonával až do roku 1955, kdy byl přeložen k manuální práci.
Během svého života se setkal s několika významnými duchovními učiteli, například s Františkem Drtikolem a Paulem Bruntonem. Jeho duchovní cestu významně ovlivnila také manželka Míla. V devadesátých letech 20. století se také v Praze setkal s Dalajlámou (oba se rozpoznali jako známí z minulého života v Tibetu).

## Veřejné působení
Počátkem proslulosti Eduarda Tomáše byly přednášky v pražské Unitarii v 60. letech 20. století. Z těchto aktivit vzešla sbírka s názvem Jóga velikého symbolu, jež posléze vyšla i tiskem. Jeho dalšímu veřejnému působení zabránil komunistický režim. Znovu veřejně působit mohl až po sametové revoluci v roce 1989. Do širšího povědomí se dostal díky televiznímu cyklu „Gen, 100 Čechů dneška“, později také díky televiznímu seriálu „Paměti mystika“.
Mnoho času trávil na své chatě u Sázavy, kde jej také navštěvovali jeho přátelé či duchovní přívrženci. Přestože jej mnoho osob považovalo za duchovního mistra, odmítal vystupovat jako typický guru a neměl přímé žáky. Za nejvyššího učitele vedoucího k realizaci považoval „Absolutno“ stojící mimo personifikovanou osobu.
Na sklonku svého života uspořádal v pražské Lucerně sérii přednášek (v červnu a říjnu 2001 to byly přednášky Zkratky duchovní cesty I a Zkratky duchovní cesty II, v únoru 2002 přednáška Nebeská stezka).

## Dílo
Eduard Tomáš je autorem řady knih s duchovní tematikou, ve kterých přibližuje duchovní tematiku veřejnosti formou beletrie (Milarepa, Metafyzické příběhy, Duha v zrcadle), filosoficko-mystických textů i formou rad, návodů a doporučení pro duchovní praxi. Pro příběhy do svých knih často čerpal inspiraci ze skutečných událostí svého života a vlastní duchovní praxe. Některé z jeho prací jsou řazeny do literatury science fiction.
- Zlatý orel (1942), rodokaps
- Praxe jógové filosofie (1990), společně s Mílou Tomášovou
- Jóga pozornosti (1991)
- Jóga velkého symbolu (1991?)
- Milarepa (1991) – román o životě tibetského světce Milaräpy
- Úvod do integrální jógy (1991)
- Cesta uskutečnění : televizní kurs asparšajógy o 9 lekcích (1992)
- Metafyzické příběhy I, Kamenná sekera (1992)
- 999 otázek a odpovědí na cestě Poznání (1993) – nauka zpracovaná formou otázek a odpovědí
- Metafyzické příběhy II, Tajemství jogínovo (1993)
- Metafyzické příběhy III, Růžový elixír (1994)
- Umění klidu mysli (1994)
- 108 meditací (1996) – návody a inspirace pro meditační praxi
- Paměti mystika I (1998) – autobiografie, knižní zpracování TV seriálu
- Po stopách zlatého věku (1999), společně s Mílou Tomášovou
- Živá věčnost : paměti mystika II (1999)
- Poselství (2000), společně s Mílou Tomášovou
- Tajné nauky Tibetu (2000)
- Duha v zrcadle (2000) – satirický román z českého duchovního prostředí 60. let 20. století
- Tajemné absolutno (2001)
- Nebeská stezka (2002)
- Osvícení (2002)
- Stvořme svět míru (2006)
- Pohled z druhého břehu (2006)

Dílo Eduarda Tomáše vydává nakladatelství AVATAR.